# Galaksija (računalo)
Galaksija je bilo kućno računalo kojeg je razvio Voja Antonić. Koncem 1983. objavljeno je na naslovnoj stranici srpskog časopisa za popularizaciju znanosti Galaksija, te na prvoj stranici računalskog časopisa Računari u vašoj kući koji je napisao Dejan Ristanović. Ovo računalo je bilo u verziji "uradi sam", i od časopisa je bilo moguće nabaviti tiskanu pločicu i ROM-ove, dok su ostale komponente kupci morali sami uvesti. Kasnije je srpska institucija "Zavod za udžbenike i nastavna sredstva" proizvela serijsku inačicu ovog računala za osnovne i srednje škole.

Računalo Galaksija slično je računalu Sinclair ZX 80 po pojedninim hardverskim rješenjima, te skromnim mogućnostima. Tiskana ploča je bila jednostrana da se uštedi na cijeni, no zbog toga je gradnja bila složenija radi lemljenja žica preko tiskane pločice, prije lemljenja ostalih dijelova. Inače je centralna jedinica, gubila 70% ciklusa kod ispisivanja na TV ekranu, jer Galaksija nije imala nikakve posebne sklopove koji su izvršavali ove zadaće. Isto tako Galaksija kao i ZX 80 bili su dostupni u verziji "uradi sam", dok su gotovi tvornički proizvodi bili rijetki.
Naknadno su objavljene šeme samogradnje memorijskog proširenja, trokanalni generator zvuka te grafika visoke rezolucije. Za Galaksiju je napisano je dosta programa, a dio njih se distribuirao putem radio valova (u suradnju s radiom Beograd 202). Voja Antonić je konstruirao i ROM 2 od 4 kB u kojem su bili programski jezik asembler, nekoliko novih BASIC i monitorskih naredbi te podrška za pisač i matematičke funkcije. Nasljednik Galaksije je računalo Galaksija Plus, zapravo Galaksija s 48 kB RAM-a, grafikom visoke rezolucije i trokanalnim generatorom zvuka.

## Značajke
- procesor- Z80A na 3,072 MHz
- ROM - 4-8 KB
- RAM - 2-6 KB (najviše 54 KB)
- ugrađeni jezik - BASIC
- ekran - 16 redova po 32 znaka, crno bijelo
- rezolucija - 64×48 točaka
- zvuk - nema
- brzina snimanja - 280 bauda
- potrošnja - 5 W
- priključci - monitor, TV, kazetofon
- proširenja - preko 44 pinskog priključka

## Galerija
- Shema
- Tiskana pločica
- Dijagram za sklapanje
- Vanjski izvor napajanja
- Galaksijina matična ploča
- Galaksija, nakon izgradnje
- Ready prompt kod hladnog pokretanja
- Slika Tetris klona
- Slika igre Super Cruiser
- Slika igre Squash
- Slika igre Diamond Mine

## Vanjske poveznice
- Emulator Galaksije
- Samogradnja Galaksije u slikama  Arhivirana inačica izvorne stranice od 15. kolovoza 2011. (Wayback Machine)
- Galaksija na Old-computers  Arhivirana inačica izvorne stranice od 30. rujna 2008. (Wayback Machine)